# Сметаничи (Могилёвская область)
Смета́ничи (бел. Смятанічы) — деревня в Шкловском районе Могилёвской области Белоруссии. Входит в состав Толкачевского сельсовета.

## География
Деревня расположена в 20 км на юго-запад от Шклова, 35 км от Могилёва, в 15 км от железнодорожной станции Лотва на линии Могилёв — Орша. На северо-востоке граничит с лесом. Деревню пересекает мелиоративный канал, соединённый с рекой Вабич (приток Друти).

## История
Известна согласно письменным источникам с 1573 года, когда деревня была подарена Головчинскому костёлу. В 1743 году село в Оршанском повете. После 1-го раздела Речи Посполитой (1772) в составе Российской империи. В 1777 в Могилевском округе Могилевской губернии. В 1785 году находилась в составе имения Головчин Могилевского уезда, собственность помещика, имелась мельница. В 1869 основано гончарно-кафельное предприятие, производившее кафель, терракотовые изделия. Часть сельчан занималась кузнечным промыслом. В 1897 году в Толпечицкой волости Могилевского уезда, имелись кузница, школа грамоты, 2 хлебозапасных магазина, постоялый дом. В фольварке, который находился неподалеку, было 23 жителя. В 1904 году открыта земская школа. На базе дореволюционной создана трудовая школа 1-й степени, которой в 1923 году передано национализированное здание; в 1925 году насчитывалось 50 учеников. 29 сентября 1923 года создано мелиоративное товарищество «Заря» 26 июля 1924 состоялась сельскохозяйственная выставка, которая продемонстрировала первые достижения сельскохозяйственного производства. В 1930 году организован колхоз «Беднота».
В Великую Отечественную войну с июля 1941 года по 27 июня 1944 года оккупирована немецко-фашистскими захватчиками.
В 1967 году присоединены деревни Застенок, Зелёная Роща, Красноярск, Подгорный. В 1990 в составе колхоза «Рассвет» (центр — деревня Толкачи). В деревне располагались производственная бригада, работали начальная школа, магазин, комплексный приемный пункт бытового обслуживания населения.
Деревня входит в состав ОАО «Говяды-Агро» (центр — агрогородок Говяды).

## Население

### Численность
- 2009 год — 27 человек (согласно переписи)

### Динамика
- 1785 год — 30 дворов, 230 жителей
- 1897 год — 66 дворов, 356 жителей
- 1909 год — 70 дворов, 457 жителей
- 1990 год — 75 дворов, 148 жителей
- 1997 год — 9 дворов, 15 жителей
- 2007 год — 20 дворов, 27 жителей